# Wolfgang Wolte

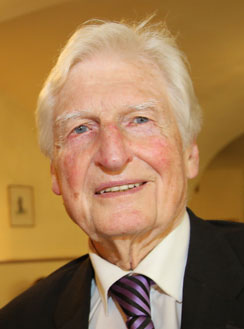
Wolfgang Wolte (2014)

Wolfgang Wolte (* 26. Juni 1931 in Bad Gastein; † 24. Juni 2020 in Wien) war ein österreichischer Diplomat. Wolte war unter anderem von 1987 bis 1993 Österreichs erster diplomatischer Vertreter bei der Europäischen Union bzw. deren Vorgängerorganisation, der Europäischen Gemeinschaft (EG).

## Leben und Wirken
Wolfgang Wolte wurde am 26. Juni 1931 im Salzburger Bad Gastein geboren, wuchs aber in Rosegg in Kärnten auf. Er besuchte das Abteigymnasium der Abtei Seckau in der Steiermark und maturierte dort im Jahr 1950. Anschließend begann er das Studium der Rechtswissenschaften an der Rechtswissenschaftlichen Fakultät der Universität Wien. In den Jahren 1951/52 konnte er mittels eines Fulbright-Stipendiums an der Miami University in Oxford, Ohio studieren. Nach der Rückkehr nach Österreich promovierte Wolte im Jahr 1954 an der Universität Wien zum Doktor der Rechte (Dr. iur.). 1955 absolvierte er noch ein Sommersemester am Bologna Center der Johns Hopkins University.
1955 trat Wolfgang Wolte in den diplomatischen Dienst der Republik Österreich ein und wurde zunächst in der Abteilung für internationale Organisationen des Bundeskanzleramts, dem zu dieser Zeit die auswärtigen Angelegenheiten zugeordnet waren, tätig. 1956 wurde er Legationssekretär der Ständigen Vertretung Österreichs bei den Vereinten Nationen in New York City. Österreich war den Vereinten Nationen im Jahr zuvor, 1955, nach der Wiedererlangung der vollständigen Souveränität mit dem Österreichischen Staatsvertrag als Mitglied beigetreten. 1958 stieg er zum Legationsrat an der österreichischen Botschaft in Ottawa, Kanada auf. Von 1961 bis 1964 führte ihn die routinemäßige Rotation im diplomatischen Dienst zurück nach Österreich, wo er im Außenministerium in dessen politischer Abteilung tätig war. In den Jahren 1964 bis 1966 war er Botschaftsrat an der österreichischen Botschaft in Stockholm, Schweden, anschließend von 1966 bis 1968 stellvertretender Missionschef der österreichischen Botschaft in Bonn, BRD. Von 1968 bis 1975 kehrte Wolfgang Wolte an die ständige Vertretung Österreichs bei den Vereinten Nationen in New York zurück, wo er den Posten als stellvertretender Missionschef übernahm.
Nach einer weiteren routinemäßigen Rotation zurück ins Außenministerium, wo er von 1975 bis 1980 die Leitung der Abteilung für Entwicklungshilfe übernahm, wurde er im Jahr 1980 österreichischer Botschafter bei der Volksrepublik China in Peking. 1987 wurde er Botschafter bei den Europäischen Gemeinschaften in Brüssel und ab deren Umbenennung erster Ständiger Vertreter Österreichs bei der Europäischen Union, der Österreich im Jahr 1995 beitrat. Den Beitritt Österreichs bereitete Wolfgang Wolte in seiner Zeit als Botschafter aktiv mit vor, wenngleich er 1993 wieder zurück ins Außenministerium rotierte, wo er Leiter der Sektion für Wirtschaftspolitik und europäische Integration wurde. Mit 31. Dezember 1996 trat Wolfgang Wolte im aktiven diplomatischen Dienst in den Ruhestand.
Er wurde nachfolgend im Jahr 1997 Mitglied des Vorstandes und des Beirats der Österreichischen Gesellschaft für Europapolitik sowie Mitglied des „Team Europe“ und der Europäischen Liga für wirtschaftliche Zusammenarbeit.

## Auszeichnungen
- 2012: Österreichisches Ehrenkreuz für Wissenschaft und Kunst I. Klasse[2]